# Лазерная локация Луны

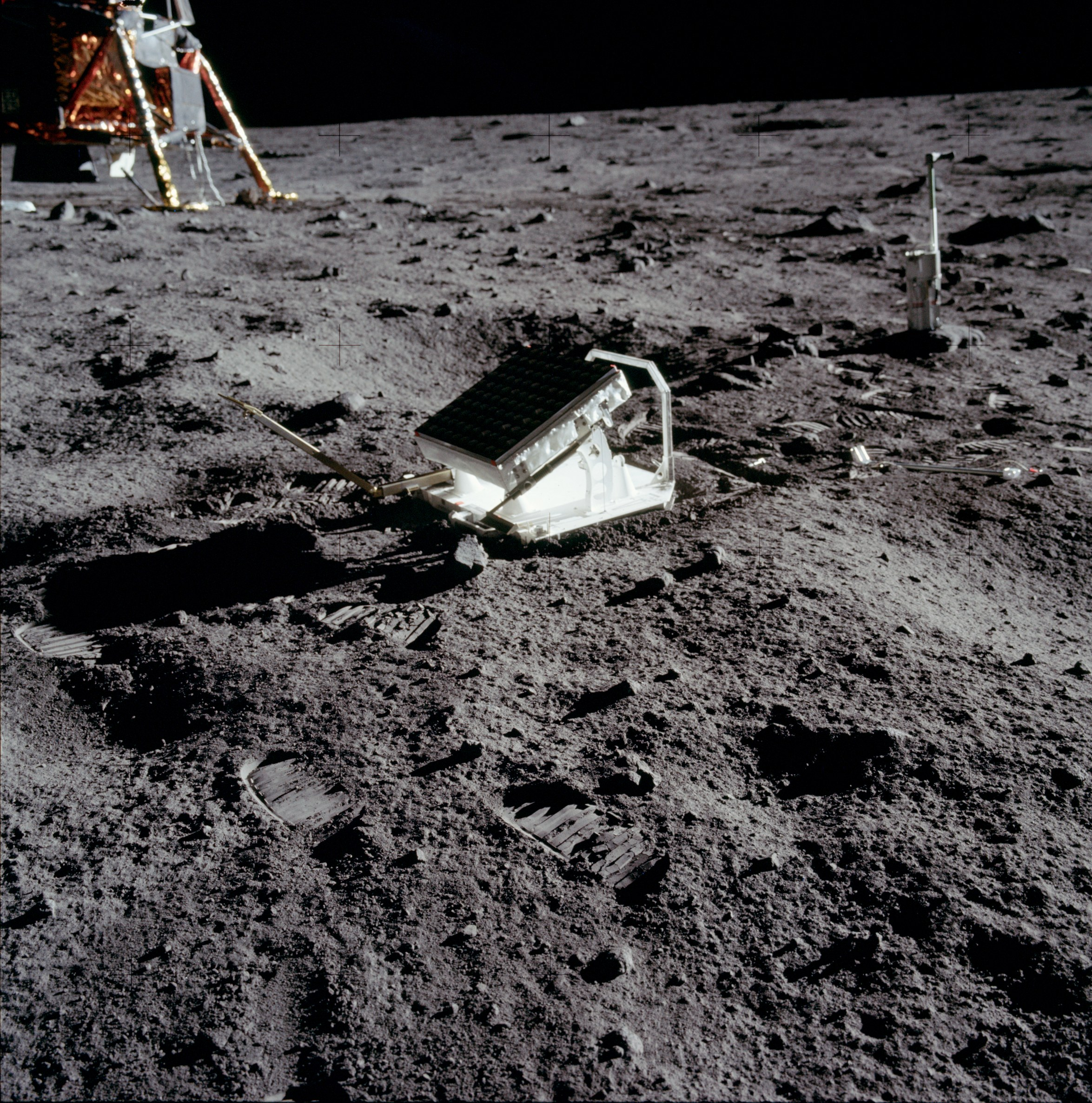
Уголковый отражатель экспедиции Аполлон-11

Лазерная локация Луны — измерение расстояний между двумя точками на поверхностях Земли и Луны соответственно посредством лазерной локации с использованием уголковых отражателей, находящихся на поверхности Луны, или без них (на ранних этапах исследований). Научное значение таких экспериментов состоит в уточнении гравитационной постоянной и проверке теории относительности; уточнении ряда параметров движения динамической системы Земля — Луна; получении новых данных о физических свойствах и внутреннем строении Земли и Луны и др.

## История
Эксперименты по лазерной локации Луны, ещё без использования уголковых отражателей, велись уже с начала 1960-х годов в США и СССР. В США с 9 по 11 мая 1962 года для этой цели использовались два телескопа системы Кассегрена MIT, первый диаметром 30,5 см направлял луч рубинового лазера на Луну, второй, диаметром 122 см, принимал отражённый сигнал. Лоцировались кратеры Аль-Баттани, Тихо, Коперник, Лонгомонтан. В СССР в 1963 году лоцировался квадрат внутри лунного кратера Аль-Баттани, и как для посылки луча рубинового лазера, так и для приёма его использовался телескоп имени Шайна с диаметром главного зеркала 260 см Крымской астрофизической обсерватории, у которого после посылки сигнала специальное зеркало изменяло своё положение, направляя отражённый от поверхности Луны сигнал в фотоприёмник. В этой обсерватории были произведены первые измерения расстояния до Луны посредством лазерной локации, когда в 1965 году оно с помощью новой установки, изготовленной в ФИАН, было определено с точностью 200 метров. Причём точность тогда была ограничена сильным искажением лазерного луча лунной поверхностью.
21 июля 1969 года астронавты программы «Аполлон-11» установили на Луне первый уголковый отражатель, его успешная локация состоялась 1 августа 1969 года.   Позднее подобные же отражатели были установлены астронавтами программ «Аполлон-14» и «Аполлон-15». Отражатель Аполлона-15 является наиболее крупным, представляет собой панель из трёхсот призм, два других отражателя «Аполлонов» имели по 100 призм, термоизоляция представляла собой тяжёлую коробку из сплава алюминия.
Советские аппараты «Луноход-1», доставленный на Луну в рамках миссии «Луна-17», и «Луноход-2», доставленный в ходе миссии «Луна-21», также были оснащены уголковыми отражателями. Сами отражатели были изготовлены во Франции, а система защиты их от пыли и система ориентации разработана советскими специалистами. Уголковый отражатель «Лунохода» представлял собой систему из 14 стеклянных четырёхгранных пирамид (каждая представляла собой «отрезанный» плоскостью угол куба со стороной 9 см), размещённых в одной термоизолированной коробке так, что наклонные их грани открыты для поступления лазерного луча. Первые сигналы от «Лунохода-1» были получены 5 и 6 декабря 1970 года упомянутым выше 2,6-метровым телескопом Крымской астрофизической обсерватории, в том же месяце приняты и обсерваторией в Пик-дю-Миди. Отражатель «Лунохода-1» в первые полтора года работы обеспечил около двадцати наблюдений, но затем его точное положение утерялось, и найти его до апреля 2010 года не удавалось. Предполагалось, что луноход встал в наклонном положении, что ослабляет отражённый от него сигнал и затрудняет его поиск при неточных данных о координатах на поверхности Луны. Отражатель «Лунохода-1» мог быть найден, если бы отражённый им зайчик попал на оптические фотографии поверхности Луны, которые планировалось сделать с помощью спутника Lunar Reconnaissance Orbiter, или в поле зрения наблюдения других окололунных станций. 22 апреля 2010 года «Луноход-1» найден на поверхности Луны Томом Мерфи с группой учёных, отправивших лазерные импульсы с телескопа обсерватории Апаче-Пойнт в Нью-Мексико.
С установлением местонахождения остальных четырёх отражателей, включая установленный на «Луноходе-2», проблем не возникало, их постоянное зондирование ведётся в данный момент рядом станций, в том числе Лабораторией реактивного движения НАСА (Jet Propulsion Laboratory, или JPL NASA), которая вела наблюдения по лазерной локации отражателей с самого момента их установки. На 2,6-метровом телескопе Крымской астрофизической обсерватории, где в 1978 году была установлена аппаратура, позволяющая измерять расстояние до Луны с точностью 25 см, в общей сложности проведено 1400 определений этой величины, чаще всего — до уголковых отражателей «Лунохода-2» и «Аполлона-15». Однако в 1983 году работы там были прекращены ввиду свёртывания советской лунной программы.
В январе 2018 года китайское агентство «Синьхуа» сообщило о первом в этой стране опыте лазерной локации Луны с использованием отражателя, установленного американской миссией «Аполлон-15» в 1971 году.

## Основные станции, осуществляющие лазерную локацию Луны
- JPL NASA, Калифорния, США
- Обсерватория Макдональд, Техас, США
- OCA, Ницца, Франция
- Haleakala, Гавайские острова, США (в данный момент не работает)
- Apache Point, Нью-Мексико, США
- Matera, Матера, Италия
- филиал OCA, Южная Африка (использует прежний прибор станции OCA)

## Принцип измерения

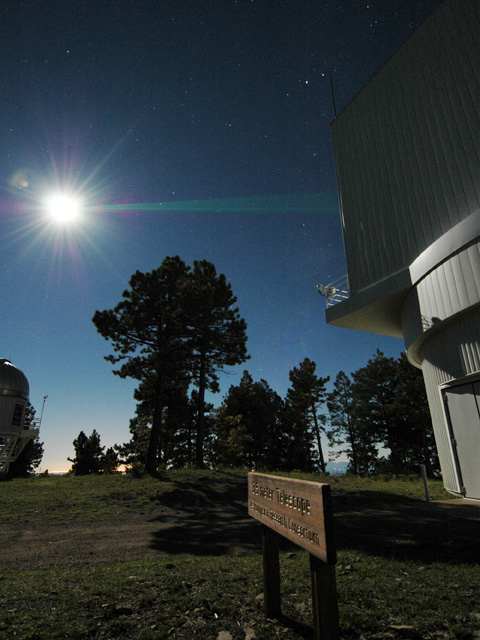
Лазерный пучок, направленный на Луну (телескоп станции Apache Point)

Лазер излучает сигнал в телескоп, направленный на отражатель, при этом точно фиксируется время, когда сигнал был излучён. Часть фотонов от первоначального сигнала возвращается обратно на детектор с целью зафиксировать начальную точку данных. Площадь пучка от сигнала на поверхности Луны составляет 25 км² (площадь уголковых отражателей при этом — примерно 1 м на 1 м). Отражённый от прибора на Луне свет в течение примерно одной секунды возвращается в телескоп, далее проходит через систему фильтрации для получения фотонов на нужной длине волны и для отсева шумов..

## Точность наблюдений
С 1970-х годов точность измерения расстояния увеличилась с нескольких десятков (порядка 40) до нескольких (порядка 2-3) сантиметров. Новая станция Apache Point может достигнуть точности порядка миллиметров.
Точность измерения времени в настоящем — порядка 30 пикосекунд (что и соответствует примерно двум сантиметрам точности измерения расстояния).